# Tor Johnson
Pour les articles homonymes, voir Johnson.
Tor Johnson, de son vrai nom Tor Johansson, né le 19 octobre 1903 à Kalmar et mort le 12 mai 1971 à San Fernando, est un catcheur professionnel suédois connu sous le nom de The Super Swedish Angel (Le Super-Ange Suédois), et occasionnellement acteur. On se souvient surtout de ses apparitions dans des films de série B, notamment l'inspecteur de police Dan Clay devenu un zombie dans Plan 9 from Outer Space.
Depuis sa disparition, un culte s'est créé autour de sa personne grâce entre autres à un masque d'Halloween fait à son image, son personnage dans les comics de Drew Friedman, son apparition dans plusieurs films diffusés dans la série télévisée Mystery Science Theatre 3000, son personnage (interprété par un autre catcheur) dans le film Ed Wood de Tim Burton, et encore bien d'autres références de la culture populaire.

## Biographie
Né le 19 octobre 1903 en Suède, fils de Karl J. Johansson et Lovisa Petersson, il avait un physique imposant, pesant jusqu'à 181 kg à l'âge adulte. Bien qu'étant blond par nature, il se rasait le crâne pour conserver une apparence imposante et menaçante sur le ring comme dans ses films.
En 1928, il s'installe en Californie avec sa femme Greta. Dès 1934, il obtient de petits rôles dans des films, généralement comme homme fort ou haltérophile. Il mène parallèlement avec succès une carrière de catcheur, se faisant connaître sous le nom de The Super Swedish Angel.
Ses rôles au cinéma ne sont jamais très étoffés. En raison de son physique hors normes, mais aussi de son accent très prononcé, il est cantonné à des rôles de monstres ou de lutteurs qui lui apportent une certaine notoriété. Au cours des années 1940, il joue même dans des comédies.
Il quitte le ring au début des années 1950, et s'investit d'autant plus dans sa carrière cinématographique. Il passe du registre comique aux films d'horreur, et cela lui réussit plutôt bien. Son personnage de Lobo, une brute épaisse résultat d'une expérience ratée, apparaît pour la première fois dans La Fiancée du monstre (Bride of the Monster) sous la direction du célèbre Ed Wood. Lors du tournage, il se lie d'amitié avec son partenaire Bela Lugosi (dont ce fut le dernier film) et la légende prétend même qu'il aurait sauvé la vie de l'acteur une nuit, alors que celui-ci tentait de se suicider.
Son rôle le plus marquant reste celui de l'inspecteur Dan Clay dans le film culte d'Ed Wood, Plan 9 from Outer Space. Il y a même droit à quelques lignes de dialogue avant de se transformer en zombie…
Son dernier film sera The Beast of Yucca Flats en 1961, un véritable désastre qui mettra un terme définitif à sa carrière sur les écrans. On continue néanmoins à l'apercevoir à la télévision, dans des séries ou des publicités. Il participe également à diverses animations dans tout le pays.
Plusieurs des proches de Johnson l'ont décrit comme un homme très aimable et un partenaire agréable sur les plateaux de cinéma. Valda Hansen, qui travailla avec Johnson sur le film Night of the Ghouls (1959), le décrit comme « un gros pain au lait sucré » (« a big sugar bun »).
Il meurt le 12 mai 1971 au San Fernando Valley Hospital à San Fernando en (Californie) d'une crise cardiaque à l'âge de 67 ans. Il est enterré au Eternal Valley Memorial Park à Newhall en Californie.

## Vie privée
Il a épousé une compatriote, Greta, et ils ont eu un fils, Karl (décédé en 1993). Ce dernier, au physique tout aussi imposant que son père, est devenu policier et a même un petit rôle dans Plan 9 from Outer Space, pour lequel il avait fourni les voitures de police.
Tor était un très gros mangeur et buveur, capable d'ingurgiter des kilos de viande et des litres de bière ou de crème glacée.
Son poids lui causait certains problèmes dans la vie courante. Ainsi, il devait régulièrement remplacer les lunettes de ses toilettes, qui ne résistaient pas longtemps, et n'hésitait pas à emporter celles des hôtels où il passait.

## Impact dans la culture populaire
- Dans Ed Wood de Tim Burton (1994), c'est un autre catcheur, George Steele, qui interprète son rôle dans le film.
- Dans les années 1970, un masque d'Halloween fait à son image est créé et vendu par le célèbre fabricant de masque hollywoodien Don Po.

## Filmographie partielle
- 1935 : L'Homme sur le trapèze volant : Tosoff (le lutteur)
- 1941 : Rendez-vous avec la mort : Jack l'éventreur
- 1944 : Aventures au harem de Charles Reisner
- 1945 : Soudan : L'esclavagiste
- 1947 : En route pour Rio : Sandor
- 1948 : L'Antre de la folie (Behind Locked Doors) de Oscar Boetticher : The Champ
- 1948 : L'Enjeu (State of the Union) de Frank Capra : Un lutteur
- 1950 : Une rousse obstinée : Un invité au rallye finno-américain
- 1951 : Le Môme boule-de-gomme (The Lemon Drop Kid) de Sidney Lanfield et Frank Tashlin : Super Swedish Angel
- 1952 : La Madone du désir (The San Francisco Story) : Buck
- 1953 : Houdini le grand magicien : L'homme fort
- 1955 : La Fiancée du monstre : Lobo
- 1956 : Les monstres se révoltent (The Black Sleep) de Reginald Le Borg : Curry
- 1959 : Night of the Ghouls : Lobo
- 1959 : Plan 9 from Outer Space : Inspecteur Dan Clay
- 1961 : The Beast of Yucca Flats : Joseph Javorsky / La bête